# Sylvain Azougoui
Sylvain Azougoui (* 12. Oktober 1983 in Porto-Novo, Benin; † 20. April 2014 in Bongoville, Gabun) war ein togoisch-beninischer Fußballspieler.

## Karriere
Azougoui wurde 1983 in Porto-Novo, Benin geboren und wuchs in Togo auf. Dort startete er im Jugendalter seine Fußballspielerkarriere. Seine erste Station war der AC Merlan in Lomé. Währenddessen studierte er an der Université de Lomé. Mit Anfang 20 entschied er sich für einen Wechsel nach Gabun und unterschrieb beim Zweitligisten Racing Club de Masuku. Er spielte für den Verein aus Franceville acht Jahre lang, bevor dieser aufgelöst wurde. Im Frühjahr 2011 schloss er sich dann dem Nachfolgerverein AC Bongoville an. Mit Bongoville erreichte er in der Saison 2011/2012 den ersten Platz und stieg mit dem Verein in die höchste gabunische Spielklasse, dem Championnat National D1, auf. Beim AC Bongoville war er bis zu seinem Tod Stammtorhüter und stellvertretender Mannschaftskapitän.

### International
2011 wurde er im Rahmen der Qualifikation zur Afrikanischen Nationenmeisterschaft in die Nationalmannschaft des Benin berufen. Da er den größten Teil seiner Kindheit in Lomé verbracht hatte und die togolesische Staatsbürgerschaft besaß, wäre er auch für Togo spielberechtigt gewesen.

### Tod
Azougoui zog sich am 20. April 2014 nach einem Zusammenstoß mit seinem Gegenspieler Aboubacar Bakayoko vom AO Cercle Mbéri Sportif eine Hirnblutung zu, in deren Folge er auf dem Weg zum Krankenhaus verstarb.